# 티사메노스 (오레스테스의 아들)
티사메노스(그리스어: Τισαμενός)는 그리스 신화에서 오레스테스와 헤르미오네의 아들이었다. 그는 그의 아버지를 계승하여 아르고스, 미케네와 스파르타의 왕좌에 올랐다. 그리고 후에 헤라클라스 가와의 전투에서 피살되었다. 헤라클레스 가는 아리스토데모스, 크레스폰테스, 옥실로스, 테메노스가 이끌었는데 그들의 조상의 땅으로 펠로폰네소스를 다시 점유하려고 하였다. 그의 사후 승자들은 그의 땅을 나누어 가졌는데 크레스폰테스는 메세네의 왕, 옥실로스는 엘리스의 왕 그리고 테메누스는 아르고스의 왕이되었다. 아리스토데무스는 최후의 전투에서 살해되었지만 그의 쌍둥이 아들 에우리스테네스와 프로클레스가 공동으로 스파르타의 왕좌를 접수하였다. 역사적인 스파르타의 왕들은 아기스와 에우리폰의 공동 통치가문에 속하였고 그들 형제들 각각의 후손임을 주장하였다.